# Poste cubista
O Poste Cubista (em checo: Kubistická lampa) é uma obra de arte em Praga, criada pelo arquiteto tcheco Emil Králíček em 1913, sendo  um dos ícones do cubismo arquitetônico na Chéquia.

## Descrição
No início do século XX, os artistas tchecos adotaram um novo design industrial e arquitetura. O cubismo floresceu em Praga por um período muito curto de 1911 a 1914, sendo interrompido pela Primeira Guerra Mundial.
Ângulos e motivos em zigue-zague são características do único poste cubista do mundo feito de concreto armado. O corpo do poste é feito de pedra artificial e consiste em uma série de pirâmides empilhadas, que são cobertas por uma decoração de plástico simples de triângulos ranhurados e lisos alternados. A própria lâmpada de metal e vidro também tem uma forma cubista. Um banco forma a base.
O poste está localizado na Cidade Nova, no  distrito de Praga 1, na Praça Jungmann, atrás da igreja de Nossa Senhora das Neves. De acordo com o projeto de Králíček, o poste originalmente se localiza na frente do edifício Adamovy lékárny entre 1911 e 1913, na Praça Venceslau.

## Galeria

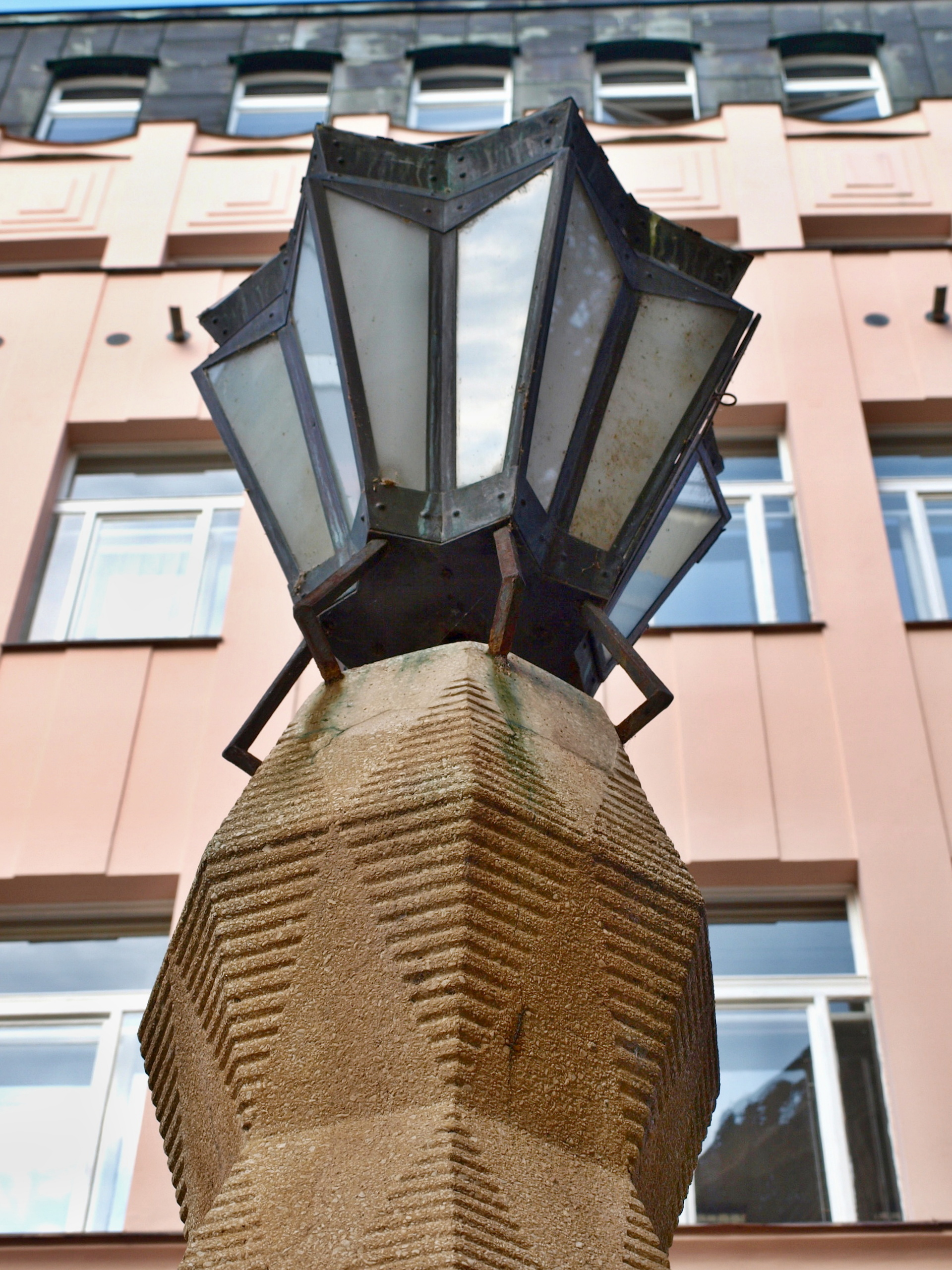
Detalhe da parte superior do poste com a lâmpada
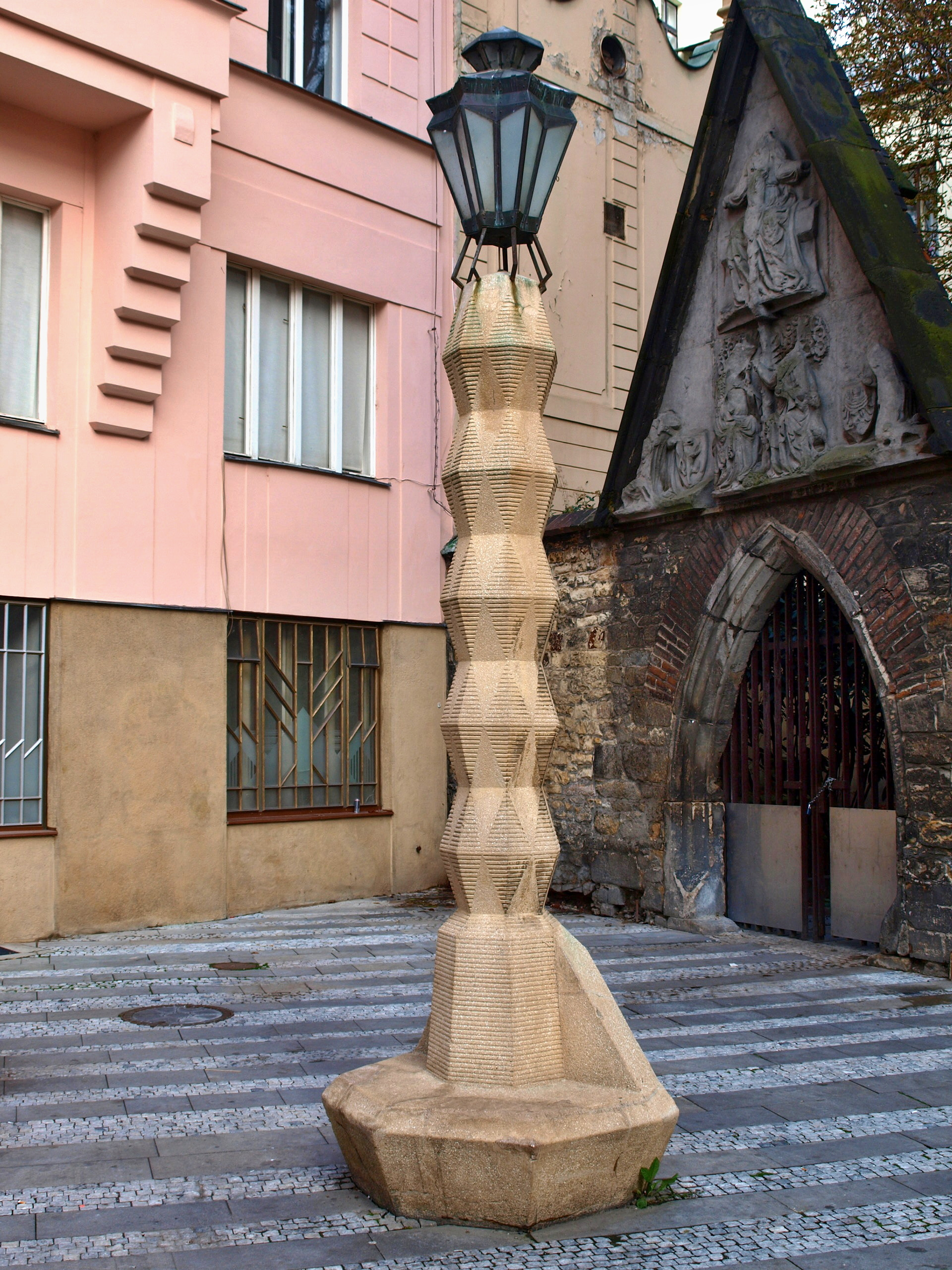
O poste durante o dia